# Фу Хао
Фу Хао (кит. трад. 婦好, упр. 妇好, пиньинь Fù Hǎo; ум. ок. 1200 г. до н. э.), посмертно Му Синь (母辛) — древнекитайская военачальница и верховная жрица, одна из жён У Дина, правителя государства Шан.

## Биография
О происхождении и семье нет сведений. Была одной из 64 жён У Дина (1238—1180 до н. э.). Умерла при жизни мужа. Хотя она и не упоминается в письменных источниках чжоуского периода, её имя фигурирует в 170—180 надписях на гадательных костях.
Известно, что она лично возглавляла военные кампании и вела боевые колесницы шаньцев. Есть сведения о её победах над государствами ту-Фан, Ба, И, Цян. Благодаря военным талантам и победам Фу Хао стала столь популярна, что после смерти шаньские военные призывали её дух для побед.
Вместе с тем Фу Хао выполняла обязанности верховной жрицы и оракула-заклинателя. Повелитель У Дин, имевший монополию на проведение ритуалов, поручал это Фу Хао. Об этом свидетельствуют исследования археологов.

## Гробница
Для неё была возведена большая гробница в Иньсюе, обнаруженная в 1976 году. Богатство гробницы позволяет представить масштаб и ритуальное значение погребальной церемонии Шан. Она была расположена в 200 м к западу от Сяотунь, не имела склонов-подъездов и значительно уступала по размерам царским гробницам: прямоугольная полость 4 × 5,6 м, 7,5 м глубиной. Гробница имеет огромную культурную ценность, поскольку в отличие от других царских захоронений династии Шан она не была разграблена в позднейшие времена.
В гробнице было найдено: 1600 кг бронзы, 7000 раковин каури, которые были в то время средством денежного обращения, и 1928 предметов: самый крупный клад нефрита среди ныне известных находок (755); 165 бронзовых сосудов, 271 других бронзовых изделий (оружие, инструменты и проч.), 110 объектов из мрамора, бирюзы и других камней; 564 предмета из резной кости, 3 чаши из слоновой кости, 130 образцов оружия, набор из 50 больших и малых колоколов, 3 зеркала и прочее.
Среди примечательных особенностей погребальной утвари — наличие нефритовых предметов неолитического происхождения, производство которых должно было отстоять от времени захоронения на тысячу лет. Поскольку лакированный деревянный гроб с покойницей был расположен ниже уровня грунтовых вод, от него почти ничего не сохранилось.